# Mayet (Antiguo Egipto)

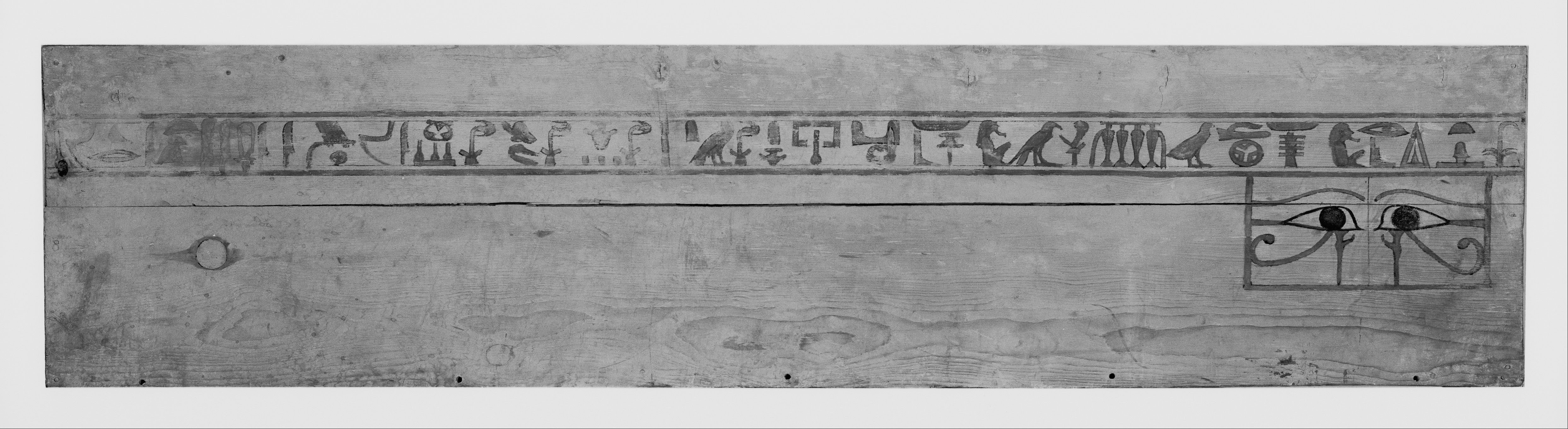
Ataúd interior de madera de Mayet.

Mayet (También Miiut y Miit; significa Gata) es el nombre de una niña del Antiguo Egipto enterrada en el templo funerario del rey Mentuhotep II (reinado c. 2061 a. C. – 2010 a. C.)  en Deir el-Bahari. Su entierro fue encontrado intacto. Su posición dentro de la familia real de Mentuhotep II es discutida.
El entierro de Mayet fue encontrado en 1921 por una expedición estadounidense guiada por Herbert Eustis Winlock. Su entierro fue descubierto en la parte posterior de una estructura con columnas, en el centro del complejo. Allí también se hallaron seis entierros con capillas. Cinco de estos entierros pertenecían a mujeres reales (Ashait, Henhenet, Kawit, Kemsit y Sadeh) con el título de la esposa del rey. El entierro de Mayet era el sexto. Sin embargo, Mayet no muestra ningún título en sus objetos preservados. Su estado en relación con el rey y a las otras mujeres es oscuro. Normalmente, se la considera una hija del rey, que tenía unos cinco años al momento del fallecimiento.
El entierro de Mayet fue encontrado en el fondo de un pozo. La niña fue colocada en un conjunto de dos ataúdes. El exterior era un sarcófago hecho de caliza e inscrito con fórmulas de ofrenda sencillas. Este sarcófago era mucho más grande de lo requerido, sugiriendo que no estaba destinado a ella, que su muerte fue inesperada y ningún arreglo había sido hecho en previsión de ella. 
El ataúd interior era de madera y también inscrito con fórmulas de ofrenda sencillas. Ambos contenedores fueron originalmente hechos para una persona diferente. Hay indicios de que el nombre fue alterado para Mayet. El cuerpo de Mayet estaba envuelto en lino y adornado con una máscara funeraria. Portaba cinco collares alrededor del cuello, algunos de ellos hechos de oro y plata.